# Dagmara Wieczorek-Bartczak
Dagmara Ewa Wieczorek-Bartczak (ur. 18 grudnia 1970 w Łodzi) – polska urzędniczka państwowa i menedżer, w latach 2019–2021 zastępca przewodniczącego Komisji Nadzoru Finansowego.

## Życiorys
Ukończyła studia matematyczne na Wydziale Matematyczno-Chemiczno-Fizycznym Uniwersytetu Łódzkiego, kształciła się podyplomowo z zarządzania ryzykiem w instytucjach finansowych w Szkole Głównej Handlowej. Na drugiej uczelni odbyła także studia doktoranckie w Kolegium Ekonomiczno-Społecznym (bez obrony pracy doktorskiej). Wykładała m.in. w Akademii Finansów i Biznesu Vistula.
Od 1994 pracowała w Departamencie Polityki Finansowej i Analiz Ministerstwa Finansów. Następnie zatrudniona w Państwowym Urzędzie Nadzoru Ubezpieczeń oraz Komisji Nadzoru Ubezpieczeń i Funduszy Emerytalnych. Zajmowała stanowiska kontrolera, naczelnika wydziału oraz wicedyrektora Departamentu Nadzoru Ubezpieczeń Działu I w KNUiFE, zasiadła także jako wiceprzewodnicząca w Komisji Nadzoru Audytowego. Od 2006 pracowała w Komisji Nadzoru Finansowego, gdzie była m.in. dyrektorem Departamentu Ubezpieczeniowego Nadzoru Finansowego oraz p.o. dyrektora i dyrektorem pionu nadzorującego ubezpieczenia i emerytury. Przez kilka lat zajmowała też stanowisko menedżerskie w firmie Ernst & Young. 20 grudnia 2019 została powołana przez premiera Mateusza Morawieckiego na stanowisko zastępcy przewodniczącego Komisji Nadzoru Finansowego, odpowiedzialnego za nadzór nad sektorem ubezpieczeń. Odwołana ze stanowiska z dniem 20 lipca 2021. Od lutego 2022 jest członkiem zarządu Bankowego Funduszu Gwarancyjnego. Od 2022 zasiada w radzie nadzorczej VeloBanku.

## Odznaczenia
W 2021 odznaczona Brązowym Krzyżem Zasługi za wybitne zasługi w działalności na rzecz rozwoju polskiego rynku ubezpieczeń.